# Vrtlić (Kurba Vela)
Oključ je nenaseljeni otok u južnom dijelu Kornatskog otočja. Najbliži otok je Samograd, 760 metara sjeveroistočno, koji je ujedno i posljednji u ovom otočnom nizu Kornatskih otoka.
Površina otoka je 0,127 km2, duljina obalne crte 424 m, a visina 11 metara.

## Vanjske poveznice
|  | Zajednički poslužitelj ima još gradiva o temi Vrtlić (Kurba Vela) |